# Erik Pontoppidan
Erik Pontoppidan (Aarhus, 1698 – Koppenhága, 1764. december 20.) dán püspök, ornitológus, történész. Zoológiai szakmunkákban nevének rövidítése: „Pontoppidan”.

## Élete
Erik Pontoppidan (1698. augusztus 24-én született Aarhusban, Dánia keleti részén. Középiskolai tanulmányai után magántanárnak szegődött Norvégiába, majd Hollandiában, illetve Angliában, Londonban és Oxfordban tanult tovább. 1721-ben Frederick Carl of Carlstein későbbi herceg szolgálatába állt, két évvel később papi megbízatást kapott Nordborgban. 1726-tól 1734-ig Hagenberg lelkipásztora lett, e minőségében több kiadványt is megjelentetett a pietisták védelmében, a lutheránusokkal szemben (Dialogus; oder Unterredung Severi, Sinceri, und Simplicis von der Religion and Reinheit der Lehre (1726), Heller Glaubensspiegel (1727)). Ugyanebben az időszakban vetette meg az alapjait későbbi térképészeti és történelmi műveinek, melyek Memoria Hafniæ (1729), Theatrum Daniæ (1736), illetve Kurzgefasste Reformationshistorie der dänischen Kirche címmel jelentek meg. Hagenbergi évei után 1734-ben Hillerød és Frederiksborg papja lett; 1735-ben Koppenhágába került, 1738-ban pedig egyetemi teológiai megbízatást kapott.
1736-ban királyi megbízatást kapott egy új katekizmus kidolgozására, de a következő években tovább folytatta történettudományi kutatásainak közzétételét, Marmora Danica című, három kötetes kiadványában, valamint a 4 kötetből álló Annales ecclesiæ Danicæ-ben. 1747-ben püspöki kinevezést kapott Bergenben, ahol számos oktatási reformot vezetett be, megírta Glossarium Norvagicum című könyvét, mely 1749-ben jelent meg, illetve könyvet jelentetett meg Norvégia természetrajzáról is (Versuch einer natürlichen Geschichte Norwegens, 1752–53). További pályáján az ellenfelei kitartóan akadályozták az előrehaladásban, ezért még inkább az írásban keresett menedéket: ekkor készült el Origines Hafnienses (1760) című könyve és a Den danske Atlas első két kötete (1763–67), mely kiadvány öt hátralévő kötete már halála után jelent meg. A politikai gazdaságtan terén is aktív volt, 1757 és 1764 között ő volt a szerkesztője a Danmarks og Norges ökonomiske Magazin című közgazdasági folyóiratnak, melynek szerkesztése alatt 8 kötete jelent meg.
1764. december 20-án hunyt el Koppenhágában.

## Fordítás
- Ez a szócikk részben vagy egészben  az   Erik Pontoppidan című angol Wikipédia-szócikk ezen változatának fordításán alapul.  Az eredeti cikk szerkesztőit annak laptörténete sorolja fel. Ez a jelzés csupán a megfogalmazás eredetét és a szerzői jogokat jelzi, nem szolgál a cikkben szereplő információk forrásmegjelöléseként.